# Félix Díaz Ortega
Félix Díaz Ortega (Caracas, Venezuela, 11 de junio de 1931 - Ibidem, 6 de febrero de 2006) fue un militar, médico y político venezolano, fundador y dirigente del partido de extrema derecha nacionalista Nuevo Orden.

## Biografía
Joven, Díaz Ortega se unió a la Academia Militar. Allí dedicó su tiempo libre a lectura y deportes, con interés en boxeo y esgrima. Entre sus libros favoritos: Mein Kampf, de Adolf Hitler, El Arte de Guerra, de Von Clausewitz, Así habló Zaratustra, de Nietzsche, y Venezuela Heroica, de Eduardo Blanco. Asignado a la Fuerza de Aire, durante la crisis del archipiélago Los Monjes participó en el bombardeo del Archipiélago Los Monjes, en el Mar Caribe, Venezuela, en ayuda para la recuperación de la soberanía de estas islas, por lo cual fue condecorado y ascendido por el presidente General Marcos Pérez Jiménez.
El 20 de abril de 1960 se involucró en la revuelta militar encabezada por su amigo el general Jesús María Castro León contra lo que creían fuese el gobierno "marxista" del presidente Rómulo Betancourt. Al fallar el intento de golpe de Estado, Díaz Ortega se exilia en los Estados Unidos, se establece en Luisiana, participa brevemente en trabajos publicitarios y contactos con diversas facciones nacionalistas, entre ellas la John Birch Society, la Legión Estadounidense y el Partido Nazi Estadounidense. Regresó a Venezuela en 1963 y se convirtió en activista del Movimiento Social Nacionalista (MSN), de línea fascista, que formó parte de la coalición electoral que apoyó la candidatura a la presidencia de la República del escritor Arturo Uslar Pietri.

## Fuera de la vida militar
Díaz Ortega ingresa a la Facultad de Medicina de la Universidad Central de Venezuela (UCV), donde crea una célula del MSN, que libró batallas campales contra los hippies y los comunistas que transitaban por los pasillos de la universidad que terminan en el Parque Los Caobos, que entonces era una zona boscosa. Una vez licenciado como médico, se une a la Cruzada Mundial contra la Diabetes, y como voluntario comienza a viajar a países como Yugoslavia, Cuba y Mongolia Interior, en trabajos humanitarios, científicos y de investigación.

### Carrera política
En enero de 1974 fundó el Partido Nuevo Orden (NOR), en el cual realizó una importante actividad de acercamiento ideológico y reclutamiento, en todo el país. A pesar de tener pocos recursos, llegaría a ser nominado como candidato a la presidencia para las elecciones generales venezolanas de 1993. Escribió varios artículos en periódicos y revistas acerca de temas fronterizos, el deterioro de la salud pública, la inseguridad personal, la escasez de viviendas y la amenaza política del comunismo. Se postuló para la Asamblea Nacional Constituyente de 1999. Mediante su popular red de médicos y la organización no gubernamental Clase Media Organizada (CLAMOR), en la concurrida zona de Petare y California (Caracas) ejecutó numerosas actividades filantrópicas. Finalmente, en 2002 se disuelve su partido NOR.